# Крістель Теннісон
Крістель Теннісон (нар. 23 грудня 1925, Ревель — пом. 16 листопада 2010, Рот) — німецька мінералогіня і почесна професорка Берлінського технічного університету.

## Життя
Після навчання в середній школі в Ревелі (Таллінн) та Кротошині, Теннісон розпочала навчання з мінералогії та кристалографії в Регенсбурзькому університеті, яке вона завершила 1953 року, здобувши ступінь доктора в Берлінському технічному університеті.
Теннісон спочатку працювала асистенткою Гуго Штрунца в Інституті мінералогії в Берліні та Фрідріха Геґемана (1901—1972) у Державному науково-дослідному інституті прикладної мінералогії в Регенсбурзі. У 1956 році вона стала керівником відділу рентгенографії в Інституті мінералогії та кристалографії Берлінського технічного університету. З 1963 року також опікувалась мінералогічною колекцією як науковий радник та куратор. Чотири роки по тому вона завершила свою габілітаційну роботу з систематики боратів, після чого її призначили професором мінералогії та кристалографії.
Крістель Теннісон була відома протягом усього свого життя як невтомна, скрупульозна та сумлінна науковиця й викладачка університету, яка, попри численні посади, зокрема в НМТ та IMA, а також наукову роботу зі спеціальної мінералогії Верхнього Пфальца та Баварського Лісу, ніколи не пропускала жодної зі своїх лекцій.

## Праці
- 1966 und 1970: Vollständige Überarbeitung und Erweiterung der 4. und 5. Auflage der Mineralogischen Tabellen, dem Gesamtwerk über die Klassifizierung der Mineralien auf kristallchemischer Grundlage mit einer Einführung in die Kristallchemie in Zusammenarbeit mit dem Erstverfasser Karl Hugo Strunz.
- Christel Tennyson (1963):„ Phosphoferrit und Reddingit von Hagendorf-Süd in Ostbayern.“ Habilitationsschrift.
- Strunz, H. & Tennyson, C. (1967). Die Erzmineralien von Wölsendorf (ohne Uran) und deren Oxydationsprodukte. Aufschluss, Sonderb.16, S.254-60.
- Strunz, H. & Tennyson, C. (1967). Schaurteit, ein neues Germanium-Mineral von Tsumeb/SW-Afrika und seine Paragenese. Festschrift W.T. Schaurte, S.33-47.
- Forster, A., Strunz, H & Tennyson, C. (1967). Die Pegmatite des Oberpfälzer Waldes, insbesondere der Pegmatit von Hagendorf-Süd. Aufschluss, Sonder.16, S.137-98.
- Tennyson, C. (1978). Gerüste aus Ketten und Schichten: Das Bauprinzip der Kristallstruktur von Beryll. Lapis, Jg.3, Nr.4, S.6+8-9.
- Tennyson, C. (1980). Das Streben nach höherer Symetrie: Zwillingsbildungen bei Harmotom und Phillipsit. Lapis, Jg.5, Nr.2, S.17-18.
- Tennyson, C. (1981). Zur Mineralogie der Pegmatite des Bayerischen Waldes. Aufschluss, Sonderb.31, S.49-73.

## Вебпосилання
- Бібліографія. Крістель Теннісон // Німецька національна бібліотека
- https://www.mineralienatlas.de/lexikon/index.php/Tennyson,%20Christel